# Часовня Троицы Живоначальной (Кемь)
Часо́вня Тро́ицы Живонача́льной — деревянная срубовая православная часовня в историческом ядре города Кемь, Республика Карелия, построенная предположительно в 1710 году при строительстве Успенского собора, на территории которого она и находится. Памятник деревянного зодчества, охраняется государством в статусе объекта культурного наследия федерального значения.

## История
В 1710 году в Кеми произошёл сильный пожар, в котором сгорел Успенский собор. Вероятнее всего, в том же году на прихрамовой территории и была возведена Троицкая часовня. В 1711—1714 годах на старом месте был возведён новый Успенский собор.
В 1950-х годах под руководством Владимира Крохина была проведена частичная реставрация часовни.
4 декабря 1974 года постановлением Совета Министров РСФСР часовня была признана памятником архитектуры и поставлена под государственную охрану в качестве объекта культурного наследия республиканского уровня. При этом на 1980 год часовня никак не использовалась, а на 1988 использовалась в туристическо-экскурсионных целях.
Согласно информации, приведённой на сайте "Храмы России", дата постройки «последнего здания» часовни — XIX век. Источник не указан.
Летом 2022 года была завершена реставрация часовни, выполненная по государственной программе «Развитие культуры», подрядчиком, определённым на конкурсной основе, выступила Ивановская организация ООО «Лидер-Строй», ранее выполнившая реставрацию часовни в Вешкелице. В рамках этой работы были заменены кровли, перебран сруб и отремонтирована главка; также по историческим следам был восстановлен наличник-козырёк над окном в северном фасаде.

## Описание
Троицкая часовня расположена на улице Вицупа в Кеми, в западной части Лепострова — исторического ядра города. Она находится у западного угла территории Успенского собора, составляет с ним общую композицию и входит в его охранный комплекс. Часовня представляет собой простой, практически кубический четверик габаритами 3,7×3,73 м с шатровым завершением. Сруб часовни рублен из сосновых брёвен «в обло» и стоит на валунном фундаменте. С западной стороны сруба прорублена трёхкосящатая дверь с прямой врубкой косяков в бревно порога над ней. Выше двери сделано четырёхкосящатое окно, второе прорублено в северной стене. Увенчан сруб четырёхгранным двухъярусным шатром, полицы которого лежат на основании из брусьев и имеют концы в виде усечённых пик. Завершение часовни — покрытая городчатым лемехом главка, стоящая на также обшитой лемехом шейке, их разделяет гонтовый воротник. На верхушке главки установлен крест.
Полы в часовне выполнены из широких деревянных плит, потолок сделан в виде усечённой пирамиды. Внутри часовни стоят два деревянных креста: один врублен в пол у восточной стены, второй — у южной. Крест у восточной стены имеет высоту 3 м и украшен резными надписями, причём помимо традиционного расположения текста на фасадной стороне, текстом заняты сверху до низу его боковые поверхности. В центре этого креста выполнено резное горельефное распятие, окрашенное телесной охрой, свободное пространство вокруг него заполнено резными растительными узорами в виде переплетающихся стеблей, листьев, цветов и плодов и окантовано по периметру чёрной и бордовой линиями. Крест у южной стены имеет меньшую толщину бруса, равную 0,2 м, а также отличается от восточного отсутствием росписей; он украшен только резными надписями.
По классификации культовых построек, предложенной Орфинским и Гришиной, часовня отнесена к простейшим культовым постройкам и входит в группу «срубных часовен-реликвариев для объектов религиозного поклонения». Подобные часовни сформировались в результате адаптации культовых построек к условиям христианского ритуала. Авторы относят строительство часовни к XVIII веку.

### Комментарии
1. ↑  Самый распространённый вид вырубки брёвен «с остатком», когда в каждом бревне делается выемка полукруглой формы, называемая также чашей[10].
2. ↑  Полица — пологая нижняя часть шатровой или двускатной кровли, предназначенная для отвода дождевой воды.